# 南投斑葉蘭
南投斑葉蘭（学名：Goodyera repens）为蘭科斑葉蘭屬下的一个种。

## 扩展阅读
- 維基物種上的相關：南投斑葉蘭